# René-Louis Baire
René-Louis Baire (ur. 21 stycznia 1874 w Paryżu, zm. 5 lipca 1932 w Chambéry) – francuski matematyk uznany za wkład w rozwój analizy matematycznej, topologii i teorii mnogości.

## Życiorys
Baire studiował w École Normale Supérieure i w tym czasie uczęszczał też na wykłady Charlesa Hermite'a, Emila Picarda i Henri Poincaré na Sorbonie. Po ukończeniu studiów podjął pracę w liceum w Bar-le-Duc, jednocześnie prowadząc badania w teorii funkcji rzeczywistych. Wkrótce wprowadził klasy funkcji rzeczywistych nazywane dzisiaj klasami Baire’a. W roku 1899 doktoryzował się w oparciu o rozprawę o funkcjach nieciągłych.
W 1901 zaczął pracować na uniwersytecie w Montpellier a od 1905 pracował na uniwersytecie w Dijon. Z powodu złego stanu zdrowia musiał się zwolnić w 1914. Poważne kłopoty zdrowotne wielokrotnie uniemożliwiały mu pracę naukową ograniczając jego możliwości zrealizowania wielu pomysłów. Niemniej jednak jego prace (np książki) okazały się bardzo ważnymi dla procesu uściślenia i formalizacji analizy matematycznej.
W 1922 Baire został wybrany na członka Francuskiej Akademii Nauk.